# Chalicotheriinae
Chalicotheriinae — одна з двох підродин вимерлої родини Chalicotheriidae, групи травоїдних непарнопалих ссавців, які жили від еоцену до плейстоцену. Інша підродина — Schizotheriinae. Chalicotheriinae розвинули унікальні характеристики для унгулятних тварин, з дуже довгими передніми кінцівками, короткими задніми кінцівками та відносно схожою на горилу статурою, включно з рухом на гнучких передніх кінцівках, які мали довгі вигнуті кігті. Члени цієї підродини володіли одними з найдовших передніх і найкоротших задніх кінцівок по відношенню один до одного серед усіх вимерлих тварин. Аналіз зносу зубів показує, що більшість халікотерій харчувалися насінням і плодами. Їхні кігті, ймовірно, використовувалися подібно до гачка, щоб зривати гілки, що свідчить про те, що вони жили як двоногі їдці.
Наявність скам'янілостей халікотере зазвичай вважається показником лісистих середовищ. Халікотерії зазвичай обмежувалися вологими лісами з повним пологом дерев, а їхні зуби з нижньою коронкою вказують на м'якшу дієту. Хоча їх зовнішній вигляд може виглядати дивним для унгулят із головою, схожою на коня, подібні форми неодноразово еволюціонували в неспоріднених лініях: великі травоїдні тварини, які харчуються як двоногі їдці, стоячи або сидячи вертикально та зриваючи гілки чи здираючи рослинність пазуристими передніми кінцівками. Приклади включають теризинозаврів, бариламбду, гомалодотерів і мегатерієвих наземних лінивців. Анізодон має сідничні мозолі на тазі, характерну адаптацію до тривалого сидіння.